# Neptúnium
A neptúnium a periódusos rendszer egyik kémiai eleme. Vegyjele Np, rendszáma 93. Az aktinoidák csoportjába tartozó, radioaktív fém, az első transzurán elem. Legstabilabb izotópja – a 237Np – atomreaktorokban és a plutónium előállításának melléktermékeként keletkezik, és felhasználható neutron érzékelők alkotóelemeként. Nyomnyi mennyiségű neptúnium – elemátalakulási reakciók révén – az uránércekben is előfordul.

## Története
A 93-as elem felfedezésének legalább három téves bejelentése volt: a bohémium, 1934-ben az ausonium, majd 1939-ben a sequanium.
A neptúniumot 1940-ben fedezte fel Edwin McMillan és Philip H. Abelson a kaliforniai Berkeley városában. Az elem nevét a Neptunusz bolygóról kapta (ez az Uránusz – az urán névadója – után következő bolygó).
A Walter Russell spirális elrendezésű periódusos rendszere által korábban megjósolt elemet a University of California Berkeley Radiation Laboratory-ban állították elő: uránt bombáztak lassú neutronokkal, melynek során a 2,4 nap felezési idejű 239Np izotóp keletkezett. Ez volt az első mesterségesen előállított transzurán elem.
{\displaystyle \mathrm {^{238}_{\ 92}U\ +\ _{0}^{1}n\ \longrightarrow \ _{\ 92}^{239}U\ {\xrightarrow[{23\ perc}]{\beta ^{-}}}\ _{\ 93}^{239}Np\ {\xrightarrow[{2,355\ nap}]{\beta ^{-}}}\ _{\ 94}^{239}Pu} }

## Előfordulása
Nyomnyi mennyiségű neptúnium – az uránércekben végbemenő elemátalakulási (transzmutációs) folyamatokból származó bomlástermékeként – a természetben is előfordul. A mesterséges 237Np-et – a plutónium előállítás melléktermékeként – leggyakrabban kimerült fűtőelemrudakból nyerik ki, és 237NpF3 bárium vagy lítium gőzzel 1200 °C körüli hőmérsékleten végzett redukciójával állítják elő.
2 NpF3 + 3 Ba → 2 Np + 3 BaF2
A kimerült fűtőelemrudak tömegének kb. 0,05%-a neptúnium-237, ami a bennük található plutónium mennyiségének kb. 5%-a.

## Előállítása
Kémiailag a neptúniumfémet NpF3 bárium vagy lítium gőzökkel mintegy 1200 °C-on végzett redukciójával állítják elő, a neptúnium legnagyobb részét ugyanakkor nukleáris reakciókban termelik:
- Amikor egy 235U mag befog egy neutront, akkor gerjesztett állapotú 236U-tá alakul. A gerjesztett 236U magok mintegy 81%-a maghasadást szenved, de a maradék gamma-sugárzással alapállapotba jut. További neutronbefogással 237U keletkezik, melynek felezési ideje 7 nap, így rövid idő alatt 237Np-re bomlik.

{\displaystyle \mathrm {^{235}_{\ 92}U\ +\ _{0}^{1}n\ \longrightarrow \ _{\ 92}^{236m}U\ {\xrightarrow[{120\ ns}]{}}\ _{\ 92}^{236}U\ +\ \gamma } }
{\displaystyle \mathrm {^{236}_{\ 92}U\ +\ _{0}^{1}n\ \longrightarrow \ _{\ 92}^{237}U\ {\xrightarrow[{6,75\ nap}]{\beta ^{-}}}\ _{\ 93}^{237}Np} }
- 237U keletkezhet 238U-ból is (n,2n) folyamat révén. Ez a reakció csak nagyon gyors neutronok hatására megy végbe.
- A 237Np az 241Am alfa-bomlásának terméke.

A neptúnium nehezebb izotópjai gyorsan elbomlanak, könnyebb izotópok pedig nem keletkezhetnek neutronbefogás révén, így a kihűlt fűtőelemrudakból kémiai elválasztással nyert neptúnium csaknem tiszta 237Np.

## Tulajdonságai
Az ezüstös színű neptúniumfém kémiailag eléggé reakcióképes, és legalább három allotrop módosulatban fordul elő:
- α-neptúnium, ortorombos szerkezet, sűrűsége 20,45 g/cm³
- β-neptúnium (280 °C felett), tetragonális kristályrács, sűrűsége (313 °C-on) 19,36 g/cm³
- γ-neptúnium (577 °C felett), köbös rács, sűrűsége (600 °C-on) 18 g/cm³

## Felhasználása

### Plutónium-238 termelés prekurzora
A 237Np-ot neutronokkal besugározva állítják elő az alfa-sugárzó 238Pu-at, melyet az űrrepülésben és katonaságban alkalmazott radioizotópos termoelektromos generátorokban használnak. A 237Np egy neutron befogásával 238Np-cá alakul, mely két napos felezési idejű béta-bomlással 238Pu-cá alakul.
{\displaystyle \mathrm {^{237}_{\ 93}Np\ +\ _{0}^{1}n\ \longrightarrow \ _{\ 93}^{238}Np\ {\xrightarrow[{2,117\ nap}]{\beta ^{-}}}\ _{\ 94}^{238}Pu} }
Nagy mennyiségű 238Pu van a kimerült fűtőelemrudakban is, de ezt el kellene választani a többi plutónium izotóptól.

### Fegyverkénti alkalmazás
A neptúnium hasadóanyag, elméletileg fel lehet használni gyorsneutronos reaktorban vagy nukleáris fegyverben. 1992-ben az USA Energiaügyi Hivatala nyilvánosságra hozta azt a korábban titkosított információt, hogy a neptúnium-237 „felhasználható nukleáris robbanóeszköz céljára”. Nem valószínű, hogy neptúniumból valaha is készítettek volna tényleges fegyvert. Számítások szerint a kritikus tömeg 50–60 kg között lehet. 2009-es adatok szerint a világ polgári célú atomreaktorainak éves neptúnium-237 termelése több mint 1000 kritikus tömegnyi volt, de ennek az izotópnak a besugárzott fűtőelemrudakból történő kinyerése nagy kihívás lenne az ipar számára.
2002 szeptemberében a University of California Los Alamos National Laboratory kutatói létrehozták az első, neptúniumból és dúsított uránból (U-235) álló kritikus tömeget, és felfedezték, hogy a neptúnium kritikus tömege körülbelül 60 kg, ami azt jelenti, hogy „ugyanolyan jó robbanóanyag, mint az U-235”. Az Amerikai Egyesült Államok szövetségi kormánya 2004 márciusában terveket készített, hogy Amerika elválasztott neptúnium készletét átszállítsák egy nevadai nukleáris hulladék hasznosító telepre.

### Egyéb
A 237Np-et felhasználják a nagy energiájú (MeV) neutronokat érzékelő eszközökben.

## Jelentősége a nukleáris hulladékban
A neptúnium-237 a legnagyobb mozgékonyságú aktinoida a mélygeológiai tárolók környezetében, így ez az izotóp és anyaelemei, például az amerícium-241 nukleáris esélyesek elemátalakítási reakcióban történő megsemmisítésre. Az épületekben használt ionizációs kamra füstérzékelőkben – az ionizáló sugárforrásként használt (szokásosan) 0,2 mikrogramm amerícium-241 bomlása révén – felgyűlik a neptúnium. A füstérzékelőkben használt 432 év felezési idejű amerícium-241 22 év elteltével körülbelül 5%, 43 évesen mintegy 10% neptúniumot tartalmaz. 432 év elteltével a füstdetektor eredeti amerícium tartalmának a fele neptúniummá alakul.
Hosszú felezési ideje miatt 10 000 év múlva a teljes sugárzás döntő részét a neptúnium fogja adni. Mivel nem látható előre, hogy ilyen hosszú idő alatt mi történik az izotópot tartalmazó védőburkolattal, a neptúnium kinyerése minimalizálná a környezet szennyezését a radioaktív hulladék esetleges (több száz év múlva bekövetkező) mobilizálódása esetén.

## Izotópjai
A neptúniumnak 19 radioaktív izotópját jellemezték, közülük a legstabilabb a 2,14 millió év felezési idejű 237Np, a 154 000 éves felezési idővel rendelkező 236Np és a 396,1 napos felezési idejű 235Np. A többi izotóp felezési ideje nem haladja meg a 4,5 napot, a többségé pedig 50 percnél is kevesebb. A neptúniumnak 4 metastabil állapota ismert, ezek közül a legstabilabb a 236mNp (t½ 22,5 óra).
A neptúnium izotópok atomtömege 225,0339 u (225Np) és 244,068 u (244Np) közötti tartományba esik. A legstabilabb – 237Np – izotópnál könnyebbek elsősorban elektronbefogással bomlanak, a bomlás terméke uránizotóp (de néhány alfa-bomló izotóp is van, ezek protaktíniummá alakulnak). A nehezebb izotópok főként béta-bomlók, a fő bomlástermék a plutónium.
A 237Np atommagja hasadásra képes. A szokásos nehéz atommagok többségétől eltérően a 237Np bomlási sorának végső terméke nem az ólom valamely izotópja, hanem a bizmut-209. Ezt a bomlási sor neptúnium sornak hívják.

## Vegyületei
A neptúnium oldatban négy oxidációs állapotban képez ionokat:
- Np3+ (halvány bíbor színű), a Pm3+ ritkaföldfém ionnal analóg
- Np4+ (sárgászöld)
- NpO2+ (zöldeskék)
- NpO22+ (halvány rózsaszín)

A neptúnium tri- és tetrahalogenideket – például NpF3, NpF4, NpCl4, NpBr3, NpI3, valamint különböző összetételű, az urán-oxigén rendszerben találhatóhoz hasonló oxidokat – például Np3O8 és NpO2 – képez.
A neptúnium(V)-fluorid (NpF5) az urán-hexafluoridhoz hasonlóan illékony.
A többi aktinoidához hasonlóan a neptúnium is könnyen képez dioxid alapú neptunil magot (NpO2), mely karbonáttal és más oxigéntartalmú részecskékkel (OH–, NO2–, NO3– és SO2−4) könnyen képez töltéssel rendelkező komplexet. Ezek mozgékonysága többnyire elég nagy, és kevéssé kötődnek meg a talajban.
- [NpO2(OH)2]–
- [NpO2(CO3)]–
- [NpO2(CO3)2]3–
- [NpO2(CO3)3]5–

## Fordítás
- Ez a szócikk részben vagy egészben a Neptunium című angol Wikipédia-szócikk ezen változatának fordításán alapul.  Az eredeti cikk szerkesztőit annak laptörténete sorolja fel. Ez a jelzés csupán a megfogalmazás eredetét és a szerzői jogokat jelzi, nem szolgál a cikkben szereplő információk forrásmegjelöléseként.